# Marthe (film, 1920)
Pour les articles homonymes, voir Marthe.
Pour plus de détails, voir Fiche technique et Distribution.
Marthe est un film muet français réalisé par Gaston Roudès, sorti en 1920.

## Fiche technique
- Titre : Marthe
- Réalisation : Gaston Roudès
- Scénario : d'après la pièce Marthe de Henry Kistemaeckers
- Société de production : Gallo Film
- Société de distribution : Cinématographes Harry
- Pays de production :  France
- Langue : film muet avec les intertitres  en français
- Format : Noir et blanc — 35 mm — 1,33:1 — Muet
- Métrage : 1 625 mètres
- Genre : Film dramatique
- Durée : 54 minutes et 10 secondes
- Dates de sortie :
  - France : 3 janvier 1920

## Distribution
- Paulette Duval : Marthe
- Pierre Magnier : le marquis d'Aiguerose
- Berthe Jalabert
- Charles de Rochefort : Louis Verdun
- Constant Rémy
- Charles Reschal
- Mariette Lelières
- Léon Malavier
- Robert Tourneur
- Blanche Ritter
- Madame Damiroff